# Tiro con l'arco agli VIII Giochi paralimpici estivi
Per il tiro con l'arco ai Giochi paralimpici estivi di Seul 1988 furono assegnati 9 titoli (6 maschili e 3 femminili). Parteciparono alle gare 110 arcieri da 22 nazioni.

## Nazioni partecipanti
- Australia (3)
- Austria (2)
- Belgio (6)
- Canada (1)
- Cipro (2)
- Colombia (1)
- Corea del Sud (10)
- Danimarca (1)
- Finlandia (11)
- Francia (4)
- Germania Ovest (11)
- Giappone (10)
- Gran Bretagna (13)
- Hong Kong (5)
- Italia (7)
- Nuova Zelanda (1)
- Paesi Bassi (1)
- Porto Rico (4)
- Spagna (1)
- Svezia (7)
- Svizzera (2)
- Stati Uniti (7)

## Medagliere
| Posizione | Paese          | Oro | Argento | Bronzo | Totale |
| --------- | -------------- | --- | ------- | ------ | ------ |
| 1         | Corea del Sud  | 4   | 1       | 1      | 6      |
| 2         | Gran Bretagna  | 2   | 0       | 0      | 2      |
| 3         | Finlandia      | 1   | 2       | 1      | 4      |
| 4         | Belgio         | 1   | 1       | 0      | 2      |
| 5         | Svizzera       | 1   | 0       | 0      | 1      |
| 6         | Giappone       | 0   | 2       | 1      | 3      |
| 6         | Germania Ovest | 0   | 2       | 1      | 3      |
| 8         | Italia         | 0   | 1       | 1      | 2      |
| 9         | Danimarca      | 0   | 0       | 1      | 1      |
| 9         | Francia        | 0   | 0       | 1      | 1      |
| 9         | Spagna         | 0   | 0       | 1      | 1      |
| 9         | Stati Uniti    | 0   | 0       | 1      | 1      |
| Totale    | Totale         | 9   | 9       | 9      | 27     |

## Podi

### Gare maschili
| Evento                     | Oro                                                                | Argento                                                            | Bronzo                                                                     |
| Doppio FITA 2-3            | Svizzera - Michel Baudois                                          | Corea del Sud - Hee Sook Kim                                       | Germania Ovest - Udo Wolf                                                  |
| Doppio FITA open           | Corea del Sud - Tae Sung An                                        | Belgio - Carmelo Scalisi                                           | Spagna - Antonio Rebollo                                                   |
| Doppio FITA a squadre 2-3  | Corea del Sud Ki Ki Jang Hee Sook Kim Ho Sung Kim Choon Heung Yoon | Italia Fabio Amadi Giuseppe Gabelli Giuliano Koten Orazio Pizzorni | Giappone Yoshihiro Inoue Michio Okanishi Junji Uchiyama Shigetoshi Yoshida |
| Doppio FITA open a squadre | Corea del Sud Tae Sung An Hyun Kwan Cho Sung Hee Kim Hak Young Lee | Finlandia Keijo Kallunki Raimo Tirronen Veijo Viinikka             | Francia Lucien Courtillon Jean-Michel Favre Daniel Lelou                   |
| Doppio metrico corto 1A-1C | Finlandia - Martti Rantavouri                                      | Giappone - Narumi Fujii                                            | Stati Uniti - Michael Stauner                                              |
| Singolo FITA C7–C8         | Belgio - Alfons Kuys                                               | Giappone - Kiyotaka Tashiro                                        | Corea del Sud - Kyung Sun Kim                                              |

### Gare femminili
| Evento                    | Oro                                              | Argento                                                     | Bronzo                                                    |
| Doppio FITA 2-6           | Gran Bretagna - Karen Watts                      | Finlandia - Elli Korva                                      | Italia - Paola Fantato                                    |
| Doppio FITA open          | Corea del Sud - Kyung Hee Lee                    | Germania Ovest - Anneliese Dersen                           | Danimarca - Birthe Morgensen                              |
| Doppio FITA 2-6 a squadre | Gran Bretagna Wilma Anic Joan Cooper Karen Watts | Germania Ovest Ursula Drosdziok Inge Enzmann Karin Kieblich | Finlandia Sirkka Liisa Collin Hilkka Jokivirta Elli Korva |